# Culina
Le culina  (ou madija, madiha) est une langue arawane parlée à la frontière du Pérou et du Brésil, dans les bassins des rivières Juruá et Purús, en Amazonie, par 2 500 Culinas.

## Phonologie
Les tableaux présentent les phonèmes du culina.

### Voyelles
|         | Antérieure | Centrale | Postérieure |
| ------- | ---------- | -------- | ----------- |
| Fermée  | i [i]      |          |             |
| Moyenne | e [e]      |          | o [o]       |
| Ouverte |            | a [a]    |             |